# Ротор (електротехника)
Ротор је назив дела машине који ротира. Ротор се обрће јер су проводници и магнетско поље машине тако постављени да проузрокују обртни момент, које делује на осовину ротора. Део машине који не ротира, назива се статор. Обично се ротор налази унутар статора.